# Renate Zschau
Renate Zschau ist eine ehemalige deutsche Handballtorhüterin.

## Vereinskarriere
Sigrun Unger spielte beim SC Leipzig in der höchsten Spielklasse der Deutschen Demokratischen Republik, der Oberliga, sowie von 1990 bis 1997 beim Buxtehuder SV. Für Buxtehude bestritt Zschau 136 Pflichtspiele, in denen sie acht Tore warf.
Mit dem Leipziger Team gewann sie den IHF-Pokal 1985/1986 und wurde DDR-Meister der Spielzeit 1987/1988.

## Nationalmannschaft
Für die DDR-Nationalmannschaft nahm sie an der Weltmeisterschaft 1986 in den Niederlanden teil und wurde mit dem Team Vierte, wobei sie in einem Spiel, bei einem Siebenmeter, eingesetzt wurde.
Mit der deutschen Nationalmannschaft belegte sie bei der Europameisterschaft 1994 in Deutschland den zweiten Platz.